# Hohenzieritz
Hohenzieritz ist eine Gemeinde im Landkreis Mecklenburgische Seenplatte im Süden Mecklenburg-Vorpommerns (Deutschland). Die Gemeinde wird vom Amt Neustrelitz-Land mit Sitz in der nicht amtsangehörigen Stadt Neustrelitz verwaltet.

## Geografie
Die Gemeinde Hohenzieritz liegt am Rande einer Endmoräne, die sich mit Höhen um 100 m ü. NN westlich des Tollense-Urstromtales hinzieht. Der Ortsteil Prillwitz liegt etwa 70 m tiefer am Westufer der Lieps, die durch eine sumpfige Zone vom Tollensesee getrennt ist und schon zur Stadt Neubrandenburg gehört. Das gesamte Lieps-Ufer ist als Naturschutzgebiet ausgewiesen. Weitere Schutzgebiete im Gemeindegebiet sind die Naturschutzgebiete Rosenholz und Zippelower Bachtal sowie Ziemenbachtal. Hohenzieritz ist jeweils etwa elf Kilometer von Neustrelitz und der Kleinstadt Penzlin entfernt.
Umgeben wird Hohenzieritz von den Nachbargemeinden Penzlin im Norden, Neubrandenburg im Osten, Blumenholz im Süden sowie Klein Vielen im Westen.
Der Ort liegt genau auf der Kippachse der postglazialen Landhebung. Seit dem Rückzug der letzten eiszeitlichen Gletscher „federt“ das ehemals von ihnen bedeckte Land (nordöstlich von Hohenzieritz) zurück, hebt sich also in winzigem Maße an. Das einst vor den Gletschern gelegene Land (im Südwesten), das einst durch deren Druck aufgewölbt wurde, sinkt hingegen in winzigem Maße wieder ab. Die Linie, an der sich beide Effekte ausgleichen, verläuft entlang der schleswig-holsteinischen Ostseeküste und von Nordwest nach Südost quer durch Mecklenburg, u. a. genau durch Hohenzieritz.

## Gemeindegliederung
Zu Hohenzieritz gehören die Ortsteile Prillwitz und Zippelow.

## Geschichte
Die Orte Hohenzieritz (Cyrice) und Prillwitz (Priulbiz) werden im Jahre 1170 in einer Schenkungsurkunde erstmals urkundlich erwähnt, durch welche Fürst Kasimir von Pommern dem Bistum Havelberg etliche Dörfer zur Stiftung eines Klosters übereignete. Damals gehörten die Orte zum Land Penzlin und waren unter den Gütern, mit denen Fürst Nikolaus von Werle 1274 die Brüder Hermann und Heinrich von Peckatel belehnte.
Beide Ortsnamen sind slawischer Herkunft und von slawischen Personennamen abgeleitet (bei Hohenzieritz mit einem jüngeren deutschen Zusatz). Bei Hohenzieritz rekonstruierte Willich als ursprüngliche Form *Sirici, d. h. etwa „bei Sira’s Leuten“, nach einer Kurzform von Männernamen wie Siroslav. Bei Prillwitz liegt *Preľubici zugrunde, nach demselben Muster vom Männernamen Preľub abgeleitet.

### Hohenzieritz
In der zweiten Hälfte des 18. Jahrhunderts wurde das Schloss Hohenzieritz erbaut und der Hohenzieritzer Park angelegt. Die Orte fielen in dieser Zeit als „erledigtes“ Lehen dem Landesherren Adolf Friedrich IV. zu, der Hohenzieritz seinem Bruder und Nachfolger Karl II. schenkte. Dieser ließ das Schloss Hohenzieritz 1790 aufstocken und nutzte es als Sommersitz. 1810 starb hier seine Tochter, Königin Luise von Preußen.

### Prillwitz

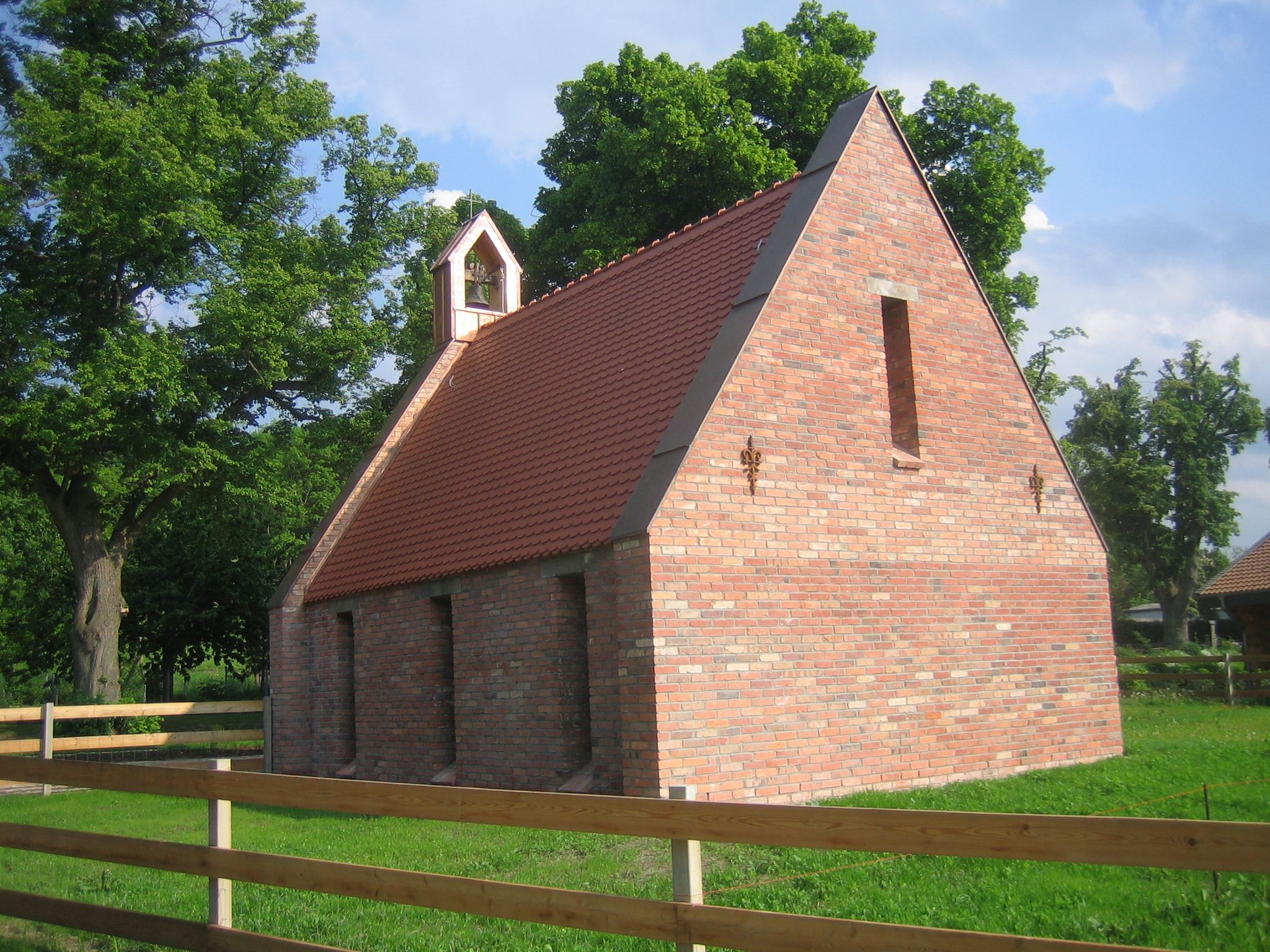
Kapelle zum guten Hirten Prillwitz

Im 13. Jahrhundert wurde in Prillwitz eine Burg erbaut, sie stellte im Mittelalter das östliche Ende der Landhemme Isern Purt dar. Prillwitz wurde im Folgenden auch „Städeken Prilevitz“ genannt. Bis um 1300 standen die Ortschaften im Besitz des Domkapitels zu Havelberg. Danach wurden sie Spielball der Geschichte und wechselten oft die Besitzer. Als Lehnsherren werden in alten Schriften die Brüder Hermann und Heinrich von Peckatel, Achim von Heydebreke, von Blankenburg, von Maltzahn, von Bülow, von Behr, von Finkh und 1733 Hans Christian von Fabian genannt. Christoph August von Bredow wuchs nach dem Tod seines Vaters bei seinem Onkel Asmus Wilhelm von Bredow (* 4. Januar 1731 in Prillwitz; † 18. September 1799 in Markau) auf Gut Prillwitz auf. Von 1887 bis 1889 wurde in Prillwitz das „Liepser Schlösschen“, das heutige Jagdschloss Prillwitz für Großherzog Adolf Friedrich V. erbaut.

### Zippelow
In Zippelow befand sich ein altes Kabinettgut, zumeist in der Pachtvergabe. Gut Zippelow gehörte dann über Generationen zum Schloss Hohenzieritz. Letzter Eigentümer beider genannten Besitzungen war der noch nicht volljährige Ernst August Prinz zur Lippe (1917–1990), Sohn der Marie von Mecklenburg-Strelitz und ihres Ehemannes Julius Ernst zur Lippe-Biesterfeld, mit Wohnsitz Dresden Villa zur Lippe. Gut Zippelow hatte 1927 einen Inhalt von 257 ha, davon 205 ha Acker. Ebenfalls befand sich am Gut ein größerer landwirtschaftlicher Betrieb.

## Politik

### Dienstsiegel
Die Gemeinde verfügt über kein amtlich genehmigtes Hoheitszeichen, weder Wappen noch Flagge. Als Dienstsiegel wird das kleine Landessiegel mit dem Wappenbild des Landesteils Mecklenburg geführt. Es zeigt einen hersehenden Stierkopf mit abgerissenem Halsfell und Krone und der Umschrift „GEMEINDE HOHENZIERITZ * LANDKREIS MECKLENBURGISCHE SEENPLATTE“.

### Partnergemeinde
- Schülp b. Nortorf im Kreis Rendsburg-Eckernförde in Schleswig-Holstein

## Sehenswürdigkeiten

### Hohenzieritz

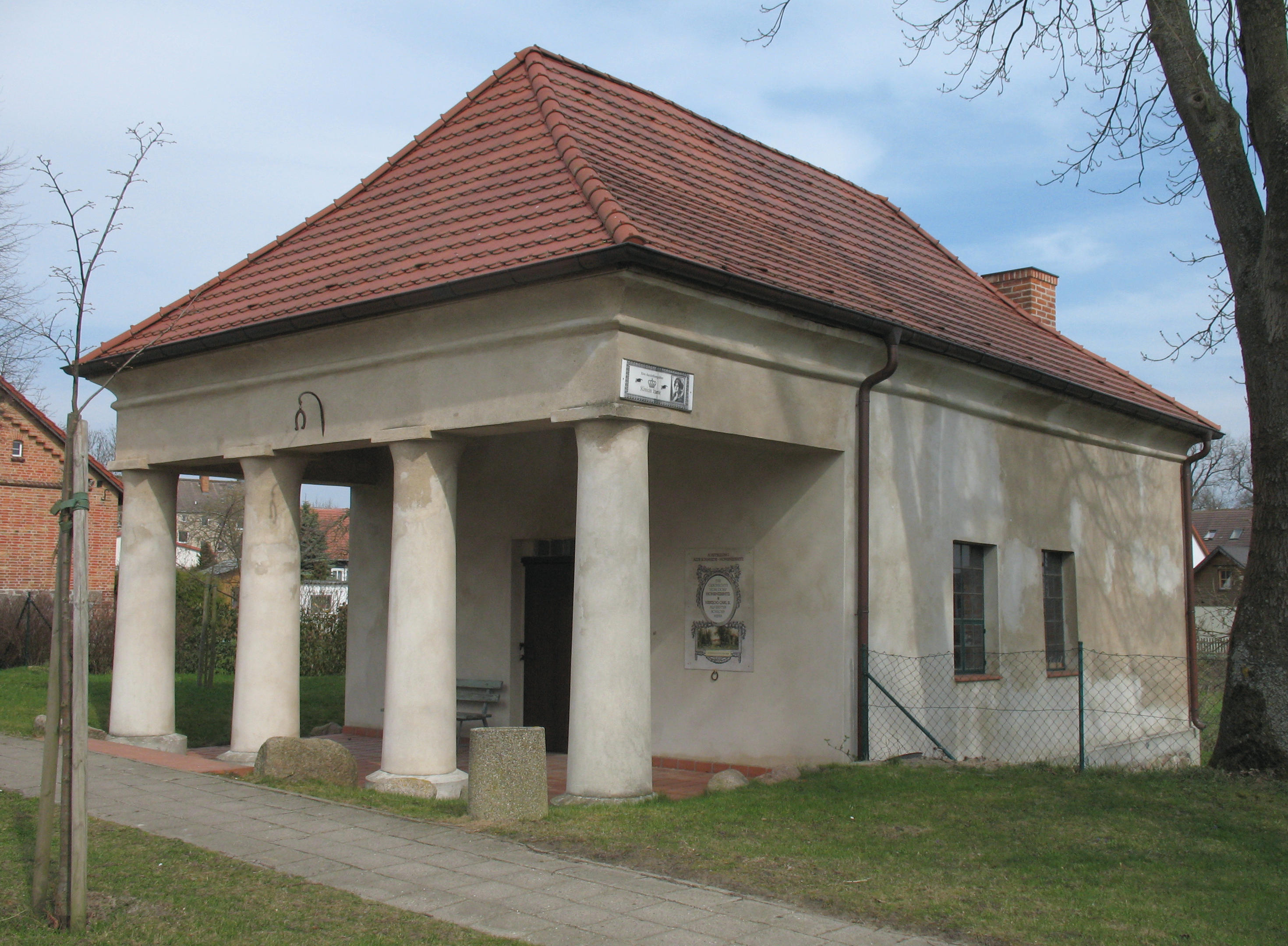
Alte Schmiede Hohenzieritz

- Schloss Hohenzieritz mit Luisen-Gedenkstätte
- Schlosspark
- Heimatstube in der Schmiede

Das Gebäude wurde 1823 von Friedrich Wilhelm Buttel erbaut und diente bis 1961 als Schmiede. Heute beherbergt es eine Heimatstube einschließlich einer Luisenkammer und wird ehrenamtlich betreut.
- Rundkirche (ehemalige Schlosskirche)

Dieses Gebäude wurde 1806 im Auftrag Herzog Karls II. erbaut. Friedrich Wilhelm Dunckelberg führte den Auftrag aus. Den Eingang zieren ein Dreiecksgiebel und Halbsäulen dorischen Stils.
- Kruggebäude

Das Kruggebäude wurde 1804 ebenfalls von Friedrich Wilhelm Dunckelberg erbaut.
- Louiseneiche bei der Sandmühle mit einem Brusthöhenumfang von 7,50 m (2016).[12]

### Prillwitz

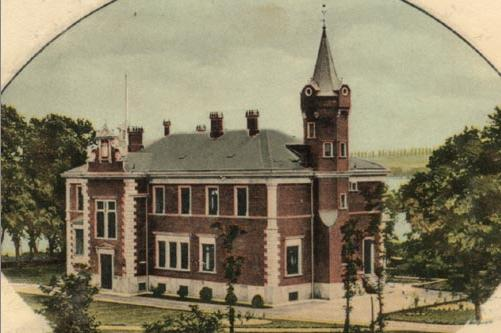
Jagdschloss Prillwitz nach der Fertigstellung – historische Ansicht (Postkarte, um 1900)

- Siedlungskammer aus slawischen Zeit

In der Lieps mehrere in der Slawenzeit besiedelte Inseln und die Halbinsel Nonnenhof. In diesem Gebiet vermutet man das legendäre Slawenheiligtum Rethra. Ein wissenschaftlicher Nachweis dafür gelang bisher jedoch nicht.
- Jagdschloss Prillwitz (auch: Liepser Schlösschen)

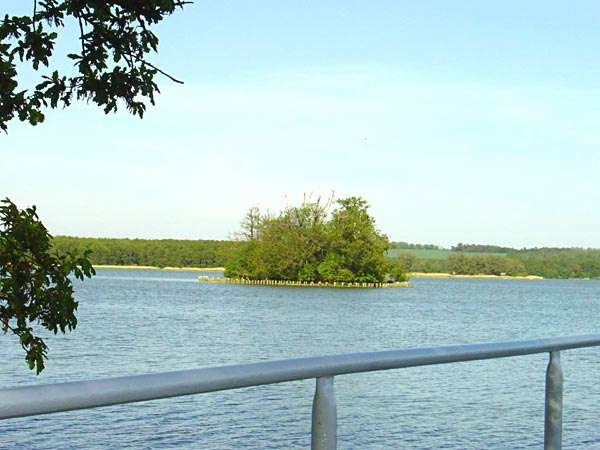
Insel Kietzwerder in der Lieps bei Prillwitz

Das Jagdschloss Prillwitz direkt an der Lieps (Privatbesitz). Das Jagdschloss ist eingebettet in einen seit April 2009 rekonstruierten Landschaftspark.
- Burgberg Prillwitz

Direkt am Friedhof des Dorfes befindet sich ein gewaltiger frühdeutscher Burgberg. Im Winter und Frühjahr kann man schon von Weitem dessen enorme Ausmaße erkennen. Oberhalb der Anlage finden sich Reste des Feldsteinfundaments. Die Anlage wurde direkt nach der Slawenzeit im 13. Jahrhundert errichtet und hat ein Oberflächenausmaß von 50 mal 70 Metern. Der Grundriss ist annähernd quadratisch.
- Dorfkirche

Der ursprüngliche Backsteinbau stammt aus dem Mittelalter, wurde 1730 als Fachwerkbau umgebaut und erhielt 1893 einen Turm im neogotischen Stil. Ein Hosenbandorden ziert den Haupteingang.
- Kapelle zum guten Hirten

Die Kapelle stiftete der Besitzer des Jagdschlosses. Sie wurde 2011 nach Entwürfen der Berliner Architekten Krieger + Mielke aus mehr als 100 Jahre alten Klinkersteinen errichtet.

## Verkehrsanbindung
Nach Hohenzieritz gelangt man über Peckatel an der B 192 oder über Blumenholz an der B 96. Es bestehen gute Straßenanschlüsse in die umliegenden Städte Neubrandenburg, Penzlin, Neustrelitz und Waren (Müritz).
Die Anbindung an Neustrelitz wird unter der Woche mit den Linienbussen der MVVG sichergestellt. In Neustrelitz befindet sich auch der nächste Bahnhof, gelegen u. a. an der Strecke Berlin–Rostock.

## Persönlichkeiten
- Henning August von Bredow (1774–1832), mecklenburg-strelitzscher Oberforstmeister, preußischer Landrat und Gutsbesitzer, sächsischer Winzer und Önologe
- Eva Rechlin (1928–2011), deutsche Schriftstellerin